# تسمم بالبيريليوم
التسمم بالبيريليوم (أو مرض البيريليوم الزمن؛ يرمز له اختصاراً CBD) هو مرض رئوي مزمن يحدث نتيجة التعرّض لعنصر البيريليوم أو أحد مركّباته.
يعد هذا المرض من أحد المخاطر المهنية التي يمكن أن تصيب العاملين في مجال صناعة مركبات الفضاء وفي تعدين البيريليوم وفي صناعة مصابيح الفلوريسنت التي كانت تستخدم البيريليوم من أجل التغطية الفوسفورية.
إن الإصابة بالتسمم بالبيريليوم هي حالة غير قابلة للشفاء، لكن الأعراض يمكن شفاؤها.

## الأعراض
إن التعرّض المفرد أو المتكرر لاستنشاق البيريليوم يؤدّي إلى جعل الرئتين حساسة جداً تجاهه، ممّا يؤدّي إلى نشوء عقد التهابية صغيرة، لتشكل ما يسمّى بالورم الحبيبي. تلاحظ هذه الأورام الحبيبيّة في أمراض مزمنة أخرى مثل السل والغرناوية، ممّا يجعل من الصعب تمييز التسمم بالبيريليوم عنها. في النهاية، يؤدي انتشار هذا الورم في الرئتين إلى تناقص سعة الانتشار، أي تنافص كمية الأكسجين المنتقل إلى كريات الدم الحمراء.
يعاني المرضى المصابون بالتسمم بالبيريليوم من سعال ومن ضيق النفس، بالإضافة إلى أعراض أخرى مثل ألم الصدر وألم مفصلي وفقدان الوزن والحمّى.
يمكن بشكل نادر أن ينتقل الورم الحبيبي إلى أعضاء أخرى في الجسم مثل الكبد.
إن ظهور الأعراض يمكن أن يبدأ من عدّة أسابيع بعد التعرّض الأولي، وقد يصل إلى عشرات السنين. في بعض الحالات يتطلب الأمر تعرّض وحيد للبيريليوم للإصابة بهذا المرض.

## التشخيص
يدخل في التشخيص التفريقي للتسمم بالبيريليوم:
- الساركوئيد.
  - أمراض الرئة الحبيبية: وتشمل السل والالتهابات الرئوية الفطرية (داء النوسجات) وداء واغنر الحبيبومي.
  - التليف الرئوي مجهول السبب.
- الالتهاب الرئوي بفرط الحساسية.
- الربو.

يبدو التسمم بالبيريليوم أكثر تشابهًا مع الساركوئيد من كل الأمراض السابقة. تشير بعض الدراسات إلى أن 6% من جميع حالات الساركوئيد هي في الواقع تسمم بالبيريليوم.
يعتمد التشخيص النهائي لداء التسمم بالبيريليوم على قصة تعرض للبيريليوم ووجود التهاب حبيبومي في خزعة الرئة، وبما أن خزعة الرئة هي إجراء جراحي، يمكن أن نكتفي بالقصة المرضية مع تصوير الصدر بالأشعة السينية أو الطبقي المحوري مع وجود اضطرابات في اختبارات وظائف الرئة.
إن الخطوة الأولى للتشخيص هي تأكيد وجود حساسية للبيريليوم، ويعد اختبار تكاثر الخلايا الليمفاوية للبيريليوم الطريقة القياسية لتحديد الحساسية للبيريليوم. يجرى الاختبار عن طريق أخذ عينات من الدم أو السوائل المأخوذة من غسل القصبات الهوائية، ثم تزرع الخلايا الليمفاوية بكبريتات البيريليوم.
تكون نتائج التصوير الشعاعي للصدر لمرضى التسمم بالبيريليوم غير نوعية، وعادة ما تكون نتائج التصوير الشعاعي طبيعية في وقت مبكر من المرض، أما في المراحل المتقدمة فيلاحظ وجود تليف خلالي واضطرابات في الجنب واعتلال عقد لمفية ونلاحظ علامة الزجاج المُغشى أحيانًا. يلاحظ أيضًا أن نتائج التصوير بالطبقي المحوري ليست خاصة بمرضى التسمم بالبيريليوم، وتشمل النتائج الشائعة في التصوير المقطعي للأشخاص المصابين بالتسمم بالبيريليوم: عقيدات منتشرة في المراحل المبكرة، وقد أظهرت عدة دراسات أن علامة الزجاج المُغشى أكثر شيوعًا في الأشعة المقطعية لمرضى التسمم بالبيريليوم مقارنة بمرض الساركوئيد، وفي المراحل المتقدمة نلاحظ اعتلال عقد لمفية وتليف رئوي خلالي وسماكة جنبية.

### التصنيف
التسمم بالبيريليوم مرض مهني، ويبدو أن المهن ذات الصلة هي تلك التي يعمل فيها الأشخاص في استخراج اليبريليوم أو معالجته أو تحويله إلى سبائك معدنية، أو عند العمل على تعدين الخلائط المعدنية التي تحتوي على البيريليوم أو إعادة تدوير سبائك الخردة. يرتبط التسمم بالبيريليوم بالصناعات الفضائية وصناعة الإلكترونيات وتعدين البيريليوم وتصنيع مصابيح الفلور (التي كانت تحتوي في السابق على مركبات البيريليوم في طلاءها الداخلي الفوسفوري). استخدم البيريليوم سابقًا في صناعة المصابيح بسبب مزايا العزل ومقاومة الحرارة، كما أن البيريليوم يسمح بجعلها شفافة.

## العلاج
لا يوجد علاج نوعي لداء التسمم بالبيريليوم، ولذلك فأهداف العلاج تقتصر على تخفيف الأعراض وإبطاء تطور المرض، وعلى الرغم من محدودية الأدلة على أن وقف التعرض للبيريليوم يقلل من تطور المرض، لا يزال يعتبر أسلوبًا مقبولًا للعلاج في أي مرحلة من مراحل المرض.
يخضع الأشخاص المصابون بمراحل مبكرة من المرض بدون وجود اضطرابات في وظائف الرئة أو أعراض سريرية للمراقبة الدورية فقط من خلال الفحوصات الفيزيائية واختبارات وظائف الرئة والتصوير الشعاعي، ولكن بمجرد ظهور الأعراض السريرية أو اضطراب مهم في اختبار وظائف الرئة يجب البدء بالعلاج بالأكسجين والكورتيكوستيرويدات الفموية وأي علاج داعم تستدعيه الحالة.

## الإنذار
يتراوح معدل الوفيات بداء التسمم بالبيريليوم بين 5 – 38%.

## الوبائيات
يصعب تحديد عدد العمال المعرضين للتسمم بالبيريليوم في الولايات المتحدة، ولكنه قُدر أنه وصل إلى 800 ألف خلال الستينيات والسبعينيات من القرن الماضي، وقدرت دراسة حديثة في عام 2004 أن عدد العمال المعرضين للمرض في الولايات المتحدة يصل لنحو 134 ألف عامل. ويبدو أنه من غير المحتمل أن يصاب عامة السكان بالتسمم الحاد أو المزمن بالبيريليوم لأن مستويات البريليوم في الهواء المحيط عادة ما تكون منخفضة جدًا أقل من 0.03 نانوغرام في كل متر مكعب. 

## التاريخ
ظهر أوّل تقرير عن أعراض مرض البيريليوم الحاد على شكل التهاب الرئة في أوروبا سنة 1933 وفي الولايات المتحدّة سنة 1943. أظهر استقصاء سنة 1949 أنّ حوالي 5% من العاملين في المنشآت التي تصنع مصابيح الفلوريسنت في الولايات المتحدّة مصابين بأمراض رئويّة لها علاقة بالبيريليوم.
سجلت دائرة تحقيق عن التسمم بالبيريليوم في الولايات المتحدة أكثر من 900 حالة، يعود معظمها إلى استخلاص البيريليوم واستخدامه في مصابيح الفلورسنت، لاحقاً من الورشات العاملة في مجال تصنيع المركبات الفضائية وفي الصناعات التعدينية.